# Binnen-Oostenrijk
Binnen-Oostenrijk (Duits: Innerösterreich) was een samenstelling van landen het zuidoostelijke deel van de Oostenrijkse Erflanden. Binnen-Oostenrijk bestond uit de hertogdommen Stiermarken, Krain, Karinthië en enkele gebieden aan de Adriatische kust.

## Geschiedenis
In 1379 werden met het Verdrag van Neuberg de Habsburgse erflanden verdeeld tussen de Albertijnse en de Leopoldijnse tak van het huis Habsburg. In 1406 werden de Leopoldijnse bezittingen verder verdeeld, waarmee de Binnen-Oostenrijkse gebieden werden gescheiden van Tirol en Voor-Oostenrijk. In 1411 werd er een Binnen-Oostenrijkse regering opgezet, waarmee het gebied een staatkundige eenheid werd onder leiding van een gouverneur (Statthalter).
In 1490 kwamen alle erflanden weer samen onder Maximiliaan van Oostenrijk. In 1564 werden de erflanden weer verdeeld onder de zoons van Ferdinand I. Binnen-Oostenrijk kwam toe aan Karel II, Ferdinands derde zoon.
Keizer Ferdinand II bracht na het uitsterven van de andere Oostenrijkse takken van het huis Habsburg de erflanden in 1619 weer samen. Hierna bleef Binnen-Oostenrijk verbonden met de rest van de Habsburgse monarchie. Gedurende de regering van Maria Theresia werd de Binnen-Oostenrijkse regering afgeschaft en kwamen de Binnen-Oostenrijkse landen direct onder de centrale regering in Wenen te staan.

## Gebieden
| Land                    | Hoofdstad  | Volkeren                      | Religie                     | Bijzonderheden | Wapen |
| ----------------------- | ---------- | ----------------------------- | --------------------------- | -------------- | ----- |
| Hertogdom Stiermarken   | Graz       | Duitsers, Slovenen            | Rooms-katholiek, lutheraans |                |       |
| Hertogdom Karinthië     | Klagenfurt | Duitsers, Slovenen            | Rooms-katholiek, lutheraans |                |       |
| Hertogdom Krain         | Ljubljana  | Slovenen, Duitsers            | Rooms-katholiek, lutheraans |                |       |
| Heerlijkheid Triëst     | Triëst     | Italianen, Slovenen, Duitsers | Rooms-katholiek             |                |       |
| Graafschap Görz         | Görz       | Italianen, Slovenen, Duitsers | Rooms-katholiek             |                |       |
| Oostenrijks deel Istrië |            | Italianen, Slovenen, Kroaten  | Rooms-katholiek             |                |       |
| Windische Mark          |            | Slovenen, Duitsers, Kroaten   | Rooms-katholiek             |                |       |